# Caird Trough
Koordinaten: 77° 16′ S, 33° 28′ W
Der Caird Trough ist eine etwa 8 km lange und 3,5 km breite Tiefseerinne vor der Luitpold-Küste des ostantarktischen Coatslands. Sie liegt westlich der Mündung des Dawson-Lambton-Gletschers in das Weddell-Meer.
Das UK Antarctic Place-Names Committee benannte sie 2012 in Anlehnung an die Benennung der östlich benachbarten Caird-Küste. Deren Namensgeber ist der schottische Unternehmer James Key Caird (1837–1916), Hauptgeldgeber der Endurance-Expedition (1914–1917) des britischen Polarforschers Ernest Shackleton.